# Trelleborg (Schiff, 1958)
Die Trelleborg war eine 1958 in Dienst gestellte Eisenbahnfähre der schwedischen Staatsbahnen, die bis 1977 auf der Königslinie zwischen Trelleborg und Saßnitz im Einsatz stand. 

## Geschichte

### Trelleborg
Die Trelleborg entstand unter der Baunummer 336 in der Helsingør Skibsværft in Helsingør und lief am 19. November 1957 vom Stapel. Nach der  Ablieferung an die schwedischen Staatsbahnen am 19. April 1958 nahm das Schiff am 27. April 1958 den Fährbetrieb zwischen Trelleborg und Saßnitz auf. Sie war die erste Fähre auf dieser Strecke, die ein Eisenbahndeck mit vier Gleisen (403 m Gesamtlänge) und zusätzlich ein separates Kraftfahrzeugdeck hatte. 
Im Mai 1960 kollidierte die Trelleborg mit dem norwegischen Tanker Beth und musste anschließend zur Reparatur nach Helsingør gebracht werden. Im Mai 1966 lief das Schiff für zwei Wochen statt Saßnitz den Hafen von Travemünde an. Anschließend kehrte es auf seine gewohnte Strecke von Trelleborg nach Saßnitz zurück, diente jedoch nach Indienststellung der Skåne ab 1967 vorwiegend als Reserveschiff. Von 1972 bis 1975 wurde die Trelleborg zudem auf der Strecke von Stockholm nach Naantali eingesetzt. 1977 beendete das Schiff seine Dienstzeit für die schwedischen Staatsbahnen nach fast zwanzig Jahren.

### Homerus
Neuer Eigner wurde 1977 die griechische Maritime Compania of Lesvos (NEL Lines). Unter dem neuen Namen Homerus war die Fähre fortan zwischen Lesbos und Piräus im Einsatz. Im April 1992 ging das Schiff für einen Kaufpreis von 2,3 Millionen Dollar an die Reederei Kyprohellenic Shipping und verkehrte kurzzeitig zwischen Patras, Igoumenitsa und Bari.

### Nissos Kypros
1993 wurde das Schiff als Nissos Kypros an die Salamis Lines veräußert. Sie war in den folgenden acht Jahren zwischen Piräus, Limassol und Haifa im Einsatz. Am 24. Oktober 2001 beendete das nunmehr 43 Jahre alte Schiff seine letzte Überfahrt und wurde anschließend in Limassol aufgelegt. Im April 2003 ging sie unter dem Überführungsnamen Veesham IX an eine Abbruchwerft im indischen Alang, wo sie 6. Juli 2003 zum Abwracken eintraf.